# Lily Gladstone
Lily Gladstone (2 augustus 1986) is een Amerikaanse actrice van inheemse afkomst. Opgegroeid op het reservaat van de Blackfeet Nation, verhuisde ze later naar Seattle, waar ze haar passie voor acteren ontdekte. Haar filmdebuut maakte ze in 2012 in Jimmy P: Psychotherapy of a Plains Indian, gevolgd door rollen in films als Certain Women uit 2016, waarvoor ze een Independent Spirit Award-nominatie kreeg, en First Cow uit 2019. In 2023 had ze een internationale doorbraak met haar rol als Mollie Burkhart in Martin Scorsese's Killers of the Flower Moon, waarvoor ze veel lof ontving en meerdere filmprijzen won, waaronder die van de New York Film Critics en die van de National Board of Review. Ook ontving ze nominaties voor de Critics' Choice Award en een Golden Globe, waarmee ze de eerste inheemse actrice is die ooit voor een Golden Globe is genomineerd.

## Filmografie

### Films
- Jimmy P: Psychotherapy of a Plains Indian (2012)
- Winter in the Blood (2013)
- Certain Women (2016)
- Buster's Mal Heart (2016)
- Walking Out (2017)
- First Cow (2019)
- The Unknown Country (2022)
- Quantum Cowboys (2022)
- The Last Manhunt (2022)
- Fancy Dance (2023)
- Killers of the Flower Moon (2023)

### Televisie
- Scalped (2017)
- Crash Course (2017)
- Room 104 (2017-2020)
- Billions (2019-2023
- Tuca & Bertie (2021)
- Reservation Dogs (2022-2023)

## Prijzen en nominaties
De belangrijkste:
| Jaar | Prijs                 | Categorie                         | Film                       | Uitslag     |
| ---- | --------------------- | --------------------------------- | -------------------------- | ----------- |
| 2024 | Golden Globes         | Beste actrice in een film – drama | Killers of the Flower Moon | Gewonnen    |
| 2024 | Critics Choice Awards | Beste vrouwelijke hoofdrol        | Killers of the Flower Moon | Genomineerd |